# Jack the Smoker
Jack the Smoker, pseudonimo di Giacomo Giuseppe Romano (Milano, 20 dicembre 1982), è un rapper e produttore discografico italiano.

## Biografia
L'artista milanese, figlio di padre napoletano e madre metà pugliese e metà marchigiana, fa parte del collettivo Spregiudicati, di cui è componente anche Mace. Il duo ha lavorato assieme nei primi anni duemila al progetto La Crème dapprima sul disco di Zeus One Il sonno della ragione, poi pubblicando nel 2003 l'album L'alba per Vibrarecords; il progetto La Crème ha successivamente preso parte anche a DJ Fede Presents Vibe Sessions del 2005 e ad Applausi di Palla & Lana.
Nel 2004 Jack the Smoker ha partecipato al 2the Beat, venendo sconfitto al primo turno della prima serata dal rapper Danno. L'anno seguente partecipa nuovamente alla manifestazione, uscendo in semifinale contro Kiave, mentre nel 2006 ha raggiunto la deathmatch della serata conclusiva contro Jesto, Ensi e Clementino, uscendo tuttavia per primo.
Il 23 settembre 2011, a due anni dall'uscita dell'album solista V.Ita, Jack the Smoker torna con un mixtape dal titolo Game Over Mixtape Vol. 1 che vanta le collaborazioni di molti artisti, come Nex Cassel, Bassi Maestro, Rayden, Emis Killa e Vacca. Nel luglio del 2012 pubblica l'EP Grandissimo, mentre nel mese di dicembre dello stesso anno firma per la Machete Empire. L'anno successivo ha pubblicato per il download gratuito il mixtape Smokin' Room Mixtape Vol. 1.
Nel 2016 Jack the Smoker ha presentato il suo secondo album da solista, Jack uccide. Successivamente ha preso parte alla produzione di The Waiter, album di debutto di Dani Faiv, partecipando alle canzoni Dalai Lama e 4MST. Due anni più tardi prende parte al mixtape Machete Mixtape 4. Il 3 giugno 2020 ha annunciato il suo terzo album Ho fatto tardi, uscito un mese più tardi.
Nel 2021 ha preso parte all'album di Mace OBE nella traccia Dio non è sordo.
Il 24 settembre 2024 viene ospitato a Real Talk

## Discografia

### Album in studio
- 2003 – L'alba (con Mace)
- 2006 – Il suono per resistere (con Zampa)
- 2009 – V.Ita
- 2016 – Jack uccide
- 2020 – Ho fatto tardi
- 2024 – Sedicinoni

### Mixtape
- 2011 – Game Over Mixtape Vol. 1
- 2013 – Smokin' Room Mixtape Vol. 1

### Extended play
- 2012 – Grandissimo EP

### Singoli
- 2020 – Mister (feat. Lazza e Jake La Furia)
- 2022 – No problema

### Collaborazioni
- 2000 – Amun feat. Jack the Smoker - Di 'sti tempi (da Storie strane EP)
- 2000 – Zeus One feat. Koge, Jack the Smoker, Asher Kuno, Bat - Freestylo (da Il sonno della ragione)
- 2003 – Asher Kuno feat. Jack the Smoker - Interferenze (da The Fottamaker)
- 2003 – Asher Kuno feat. Duein, Mondo Marcio, Snake, Vacca, Bat, Gomez & Jack the Smoker - Barre Pt. 3 (da The Fottamaker)
- 2003 – Asher Kuno feat. MDJ, Gomez, Jack the Smoker, Bat - Principi principianti (da The Fottamaker)
- 2003 – Havana Clab feat. Jack the Smoker - Convalide (da Il male)
- 2004 – Bassi Maestro feat. Jack the Smoker - Rezpekt (da Seven: The Street Prequel)
- 2004 – Bassi Maestro feat. Mondo Marcio, Jack the Smoker - 2 di notte (da Seven: The Street Prequel)
- 2004 – Bassi Maestro feat. Jack the Smoker - Figli di puttana (da L'ultimo testimone)
- 2004 – Bat feat. Jack the Smoker, Bassi Maestro - Sotto tiro (da Riprendiamoci tutto)
- 2004 – Bat feat. Gomez, Kuno, Jack the Smoker - Intorno a noi (da Riprendiamoci tutto)
- 2004 – Duin Duein - Retrospettivo (da Chico de la sanga EP)
- 2004 – Mondo Marcio feat. Jack the Smoker - Jack (da Fuori di qua)
- 2004 – Mondo Marcio feat. Jack the Smoker - Le Strade (da Fuori di qua)
- 2004 – Reiser feat. Jack the Smoker - Shitlist (da 2004 EP)
- 2004 – Snake One feat. Jack the Smoker, Gomez - Dinamiche dominanti (da Il dittatore dello stato libero di...)
- 2004 – Vacca feat. Jack the Smoker - Disgustibus (da VH)
- 2005 – Fat Fat Corfunk & DJ Nessinfamous feat. Jack the Smoker, Gomez - Ma pensa te se questa è la maniera (da Realtà, stile e conoscenza)
- 2005 – Mr. Phil feat. Jack the Smoker, Kuno - Non Ci Fermi Più (da Kill Phil)
- 2005 – Pesi Piuma feat. Jack the Smoker "Milano" (da 126 libbre)
- 2005 – T.A.P.E. feat. Jack the Smoker - Paure (da Troppe attenzioni poche emozioni)
- 2005 – The Lickerz feat. Jack the Smoker, Principe - Microfono titanico (da Paroleliquide Da No-one City)
- 2006 – Kj Noone feat. Jack the Smoker, Bat, Gomez - Thrygonomhetrik Lavabo - (da Brotha Fight)
- 2006 – Clementino feat. Kuno, Jack the Smoker, Gomez - Linea Diretta Mi.Na (da Napolimanicomio)
- 2006 – Zampa feat. Kuno, Bat, Ape, Jack the Smoker, Gomez - Il branco (da Lupo solitario)
- 2006 – Zampa e Jack the Smoker - La partenza Intro (da Il suono per resistere)
- 2006 – Zampa e Jack the Smoker feat. Ape - Spywar(e) (da Il suono per resistere)
- 2006 – Zampa e Jack the Smoker feat. Gomez - Musica e demoni (da Il suono per resistere)
- 2006 – Zampa e Jack the Smoker feat. Kuno, Bat - T.U. (da Il suono per resistere)
- 2006 – Flesha feat. Zampa & Jack the Smoker - Ordinary Struggle (da Reportage)
- 2006 – Gué Pequeno feat. Jack the Smoker & Snoop Dogg - Smokin' Combo (da Fastlife Mixtape Vol. 1)
- 2006 – Bassi Maestro feat. Jack the Smoker - Cock 'n' Smizzle Pt. 2 - da V.E.L.M. (Vivi e lascia morire))
- 2006 – Bassi Maestro feat. Jack the Smoker - Cock 'n' Smizzle Pt. 4 - da V.E.L.M. (Vivi e lascia morire))
- 2007 – Classe A feat. Jack the Smoker Colpiscimi (da La classe)
- 2007 – Microphones Killarz feat. Jack the Smoker Every Mornin' (da No Sense)
- 2007 – Pesi Piuma feat. Jack the Smoker Street Tease (da Broadway)
- 2007 – Rayden feat. Jack the Smoker - Musica che illumina (da C.A.L.M.A.)
- 2007 – Huga Flame feat. Jack the Smoker & Puni - Mi rompono il cazzo - da Facce da Huga)
- 2008 – Mondo Marcio feat. Jack the Smoker & Evergreen - Una storia da raccontare (da In cosa credi)
- 2008 – Mondo Marcio feat. Jack the Smoker - Lavoro (da In cosa credi)
- 2008 – Asher Kuno feat. Jack the Smoker - Quelli di punta (da Rolling Flow)
- 2008 – Asher Kuno feat. Jack the Smoker, Bat & MadBuddy - Fuori dalla tana (da Rolling Flow)
- 2008 – Asher Kuno feat. Jack the Smoker, Mec Namara - Pull Up (da Rolling Flow)
- 2008 – Asher Kuno feat. Jack the Smoker, Bat & Palla & Lana - Alcool Test (da Rolling Flow)
- 2008 – Asher Kuno feat. Jack the Smoker & Bat - Ancora Parla (da Rolling Flow)
- 2008 – Asher Kuno feat. Jack the Smoker, Bat, Bukkake Girls & B-Money - Bukkake Song (da Rolling Flow)
- 2008 – Asher Kuno feat. Jack the Smoker & DJ Ronin - Special Bonus Track2 (da Rolling Flow)
- 2008 – Asher Kuno feat. Jack the Smoker & Bat - Bonus Track 3 (2004) (da Rolling Flow)
- 2009 – Maxi B feat. Jack the Smoker - Matchpoint (da Invidia)
- 2009 – J Silver feat. Jack the Smoker - Truffa (da Best Seller)
- 2009 – Tsu feat. Jack the Smoker & Palla - Testa (da Il risveglio)
- 2009 – Gabo feat. Jack the Smoker & Nasty G - Dramma (da L'apocalisse)
- 2009 – Diacca feat. Jack the Smoker & Rayden - Castelli di carta (da Musica veleno)
- 2009 – Diacca feat. Jack the Smoker - L'Inverno (da Musica veleno)
- 2009 – Uzi Junker feat. Jack the Smoker & Sonni - Vite da Vito (da The Luca Brasi Volume 1)
- 2009 – DJ Fede feat. Jack the Smoker - Supermercato (da Original Flavour)
- 2009 – E-Green feat. Jack the Smoker & MDT - Fuori per l'ebrezza (da I Spit Vol. 0 - Mixtape)
- 2009 – G Soave feat. Jack the Smoker & D.A.F.A. aka KilKenny - Vero riconosce vero (da Platinum Era)
- 2009 – Gué Pequeno & DJ Harsh feat. Jack the Smoker & Bassi Maestro - Io non ballo (da Fastlife Mixtape Vol. 2 - Faster Life)
- 2009 – Jap feat. Jack the Smoker & Bat - Random (da Ill Rap)
- 2009 – L. Crystal feat. Jack the Smoker & John BlackJack - Chi comanda (da Giocodazzarro)
- 2009 – Michel feat. Jack the Smoker - Se ti va (da Bombe)
- 2009 – Altroquando feat. Jack the Smoker - Ancora in partenza (da Ancora in partenza)
- 2009 – Nippon Il Vandalo feat. Jack the Smoker - Guida per riconoscere i tuoi santi (da Paranoid Park)
- 2009 – Principe feat. Jack the Smoker, Bat, Asher Kuno & Bassi Maestro - Non c'è perdono (Remix) (da R-Esistenza Total Remix)
- 2009 – Rayden feat. Jack the Smoker, MDT & Asher Kuno - Hardcore Pt. 2 (da In ogni dove)
- 2009 – Shiva aka Bomber feat. Jack the Smoker - Hood Bottles (da Stealth Mode Mixtape)
- 2009 – Uzi Junker & Coliche feat. Jack the Smoker - Reverse (da The Reverse EP)
- 2009 – Uzi Junker & Coliche feat. Jack the Smoker & Nak Spumanti - Crack Punx Pt. 3 (da The Reverse EP)
- 2009 – Uzi Junker & Coliche feat. Nak Spumanti, Baby K, Kennedy, G Soave, Rayden, Burrito, Emis Killa, Vox P, Ibo, Nasty G, Lil'Pin, Jack the Smoker, Evergreen, B. Soulless, Da BP, Gabba, Asher Kuno, Marvinrave, Micro, Duellz 16 Barzstatus - Il mio blocco (Posse Track) (da The Reverse EP)
- 2009 – Strani Stili feat. Jack the Smoker - Scacco al re
- 2009 – Emis Killa feat. Jack the Smoker - P Sound (da Keta Music)
- 2010 – Asher Kuno feat. Coliche & Jack the Smoker - Quadrifoglio (da HWWS1)
- 2010 – Asher Kuno feat. Jack the Smoker - Chinese Money (da HWWS1)
- 2010 – Asher Kuno feat. Jack the Smoker - Andiamo via (da HWWS1)
- 2010 – Asher Kuno feat. Jack the Smoker & E-Green - Fumaca, brucho y el siempre verde (da HWWS1)
- 2010 – Asher Kuno feat. Capstan, MDT, Rayden, Supa, Bat One, Jack the Smoker, Kayl & E-Green - HWW Anthem (da HWWS1)
- 2010 – Mistacabo feat. Jack the Smoker & Ibo Montecarlo - Forever (da Forever)
- 2010 – Curse e DJ Sin feat. Jack the Smoker, T Mat e Hade - Non ci fermi pt. 3 (da Rumble)
- 2011 – ILMaSTa feat. Danti, Jack the Smoker e Maxi B - Piccolo grande
- 2011 – Nex Cassel feat. Jack the Smoker - Non noi (da Tristemente noto vol. 2)
- 2011 – Bassi Maestro feat. Jack the Smoker & Nex Cassel - Get Retarded (da Tutti a casa)
- 2011 – Flesha & Solo Ap feat. Jack the Smoker - Reality Check (da Colpo di Stato)
- 2012 – Zampa, Capstan & Non Dire Chaz feat. Jack the Smoker - Stessa merda (giorno differente) (da I giorni del condor)
- 2012 – Diacca feat. Jack the Smoker - Colpa dei sogni (da Empatia)
- 2012 – Coliche feat. Jack the Smoker - Gimme 5 (da Manghi e papaye 2)
- 2012 – Tizle feat. Nak Spumanti, Retraz, Coliche, Bat One, Asher Kuno & Jack the Smoker - Parietti Anthem pt 2 (da 1.27 Mixtape)
- 2012 – Asher Kuno feat. Bat One & Jack the Smoker - 3 colpi (da HWWS2)
- 2012 – Asher Kuno feat. Capstan, Bat One, MDT, Supa, Paskaman, Tizle, Retraz & Jack the Smoker - HWW Anthem pt 2 (da HWWS2)
- 2012 – Cris Bullet feat. Jack the Smoker & Bat One - Freddo nel cuore (da Al posto giusto)
- 2012 – Bat One feat. Vincenzo Da Via Anfossi & Jack the Smoker - Sole a mezzanotte (da Tale e quale)
- 2012 – Bat One feat. Jack the Smoker & Asher Kuno - Viaggio nella rovina (da Tale e quale)
- 2012 – Enigma, Jack the Smoker & El Raton - Hopeless (da Machete Mixtape Vol II)
- 2012 – Bassi Maestro, MadMan, Salmo, Enigma, El Raton, Ensi & Jack the Smoker - Mediocracy (da Machete Mixtape Vol II)
- 2012 – Enigma, Jack the Smoker & Salmo - Terminal (da Machete Mixtape Vol II)
- 2012 – Jack the Smoker - Viaggio nell'aldilà (da Machete Mixtape Vol II)
- 2013 – Giaime feat. Jack the Smoker (da Blue Magic)
- 2013 – E-Green feat. Jack the Smoker - Ancora vivi (da Il cuore e la fame)
- 2013 – Fritz da Cat feat. Jack the Smoker - Sbatty Boys (da Leaks)
- 2013 – Gionni Gioielli feat. Jack the Smoker - Piove (da Franciacorta Music Vol. 1)
- 2013 – Eddy Virus feat. Asher Kuno, Jack the Smoker & Paskaman - Mino Raiola (da Microchip City)
- 2013 – Bassi Maestro feat. Jack the Smoker & Gemitaiz - Guarda in cielo (da Guarda in cielo)
- 2013 – Killa Cali feat. MadMan & Jack the Smoker - Himalaya (da Nessuno Mai EP)
- 2013 – Nazo feat. Jack the Smoker & MadMan - Eroma (da Realness)
- 2014 – Jesto feat. Jack the Smoker e Sercho - La verità (da Supershallo II)
- 2014 – Paskaman feat. Jack the Smoker, Asher Kuno & Dari MC - Ma però (da Dal baffo)
- 2014 – Enigma feat. Jack the Smoker & Gabriele Deriu - Ode (da Foga)
- 2014 – Bat One feat. Jack the Smoker - Opposto pt 2 (da 31 sul campo Mixtape)
- 2014 – Enigma, El Raton & Jack the Smoker - Hi Haters (da Machete Mixtape III)
- 2014 – Salmo, Jack the Smoker, Mondo Marcio & Coez - Non esco mai (da Machete Mixtape III)
- 2014 – Jack the Smoker - Ce l'ho (da Machete Mixtape III)
- 2014 – Jay Reaper, Jack the Smoker, Johnny Marsiglia & Dopey Rotten - Skid Mark (da Machete Mixtape III)
- 2014 – Enigma & Jack the Smoker - Machetero (da Machete Mixtape III)
- 2014 – Salmo, Jack the Smoker & Nitro - Non sopporto (da Machete Mixtape III)
- 2014 – Clementino, Salmo, Jack the Smoker & Nitro - Purple Haze (da Machete Mixtape III)
- 2014 – MadMan, Nitro, Rocco Hunt, Salmo, Bassi Maestro, El Raton, Enigma, Noyz Narcos, Rasty Kilo, Gemitaiz & Jack the Smoker - Battle Royale (da Machete Mixtape III)
- 2014 – Jack the Smoker, Axos & Lanz Khan - Dualcore (da Machete Mixtape III)
- 2014 – The Night Skinny feat. Jack the Smoker, Clementino, Gemitaiz & Nitro - La testa gira (da Zero Kills)
- 2014 – Gemitaiz feat. Jack the Smoker e Ntò - Decathlon (da QVC5)
- 2015 – Noyz Narcos e Fritz da Cat feat. Jack the Smoker e Ensi - Respect the Hangover (da Localz Only)
- 2015 – MadMan feat. Jack the Smoker - Tutto apposto (da Doppelganger)
- 2015 – Lil Pin e Kennedy feat. Jack the Smoker e Coliche - Thanksgivin (da Kingpin)
- 2015 – Asher Kuno feat. Jack the Smoker - Mobbing (da HWWS3)
- 2015 – Gemitaiz feat. Jack the Smoker e Achille Lauro - Lo faccio bene (da QVC6)
- 2015 – Kill Mauri feat. Jack the Smoker - Tempo perso (da Buonanotte Giacomino vol. 4)
- 2016 – Axos feat. Jack the Smoker e MRB - Picca picche e Glen (da Mitridate)
- 2016 – Res Nullius feat. Jack the Smoker - Ologrammi (da Voci Dai Mondi)
- 2016 – Saint feat. Jack the Smoker - Novi e boccasana (da Litanie)
- 2016 – Microspasmi feat. Jack the Smoker e Ensi - Nell'iperspazio (da Come 11 Secondi)
- 2016 – Nitro feat. Jack the Smoker e Izi - VLLBLVCK (da Suicidol Post Mortem)
- 2016 – DJ 2P feat. Jack the Smoker e Tormento - The World Is Mine (da Inferno 9)
- 2016 – Biggie Paul feat. Jack the Smoker, Francesco Paura e Nerone - Nebbia (da Cosa rimane)
- 2016 – DJ Fede & Primo feat. Jack the Smoker, Fred De Palma, Caneda e Jake La Furia - Le ultime occasioni Reloaded
- 2017 – Nerone feat. Jack the Smoker e Vacca - State of Mind (da Hyper)
- 2017 – Mr. Phil feat. Jack the Smoker e Asher Kuno - Vecchia maniera (da Kill Phil 2)
- 2017 – Asher Kuno & Ape feat. Dani Faiv e Jack the Smoker - A mani basse (da Gemelli)
- 2017 – Dani Faiv feat. Jack the Smoker - Dalai Lama (da The Waiter)
- 2017 – Dani Faiv feat. Jack the Smoker - 4MST (da The Waiter)
- 2017 – Jangy Leeon feat. Asher Kuno, Jack the Smoker e DJ Lil Cut - Playa Pimps (da L'era della bestia)
- 2017 – DJ Yodha feat. Lil Pin e Jack the Smoker - Chapter III (da Heroin)
- 2017 – Pepito Rella feat. Jack the Smoker - Minogue
- 2017 – Bassi Maestro feat. Lazza, Axos, Pepito Rella, Lanz Khan e Jack the Smoker - WLKM2MI (da Thank Bax It's Friday)
- 2017 – Rubik Beats feat. Dani Faiv e Jack the Smoker - Brilla (da Pandora)
- 2017 – I Pad (da Digital Jungle Mixtape)
- 2018 – Crookers feat. Jack the Smoker - Sol mi sol mi (da Crookers Mixtape 2 - Quello dopo, quello prima)
- 2018 – Jangy Leeon feat. Jack the Smoker - Payaso (da Eldorado EP)
- 2018 – Blo/B feat. Jack the Smoker - Marcel Duchamp (da MOMA)
- 2019 – Dani Faiv feat. Jack the Smoker - Scarpe nuove (da Fruit Joint + Gusto)
- 2019 – Mistaman feat. Jack the Smoker - La City corre (da L'universo non esiste EP)
- 2019 – Silla feat. Jack the Smoker - Fratelli Chapman (da Metamorfosi)
- 2019 – Jack the Smoker, Salmo & Beba - Io può (da Machete Mixtape 4)
- 2019 – Jack the Smoker & Nitro - Skit Freestyle (da Machete Mixtape 4)
- 2019 – Dani Faiv, Salmo & Jack the Smoker - Orange Gulf (da Machete Mixtape 4)
- 2019 – Dani Faiv, Nitro & Jack the Smoker - Machete Bo$$ (da Machete Mixtape 4)
- 2019 – Linea 77 feat. Jack the Smoker - Senzalternativa (da Server sirena)
- 2019 – Ensi feat. Lazza, Danno, Clementino, Jack the Smoker & Agent Sasco - Rapper Posse Track (da Clash Again)
- 2020 – Dani Faiv feat. Lazza, Nitro, Hell Raton & Jack the Smoker - Machete Mob (da Scusate)
- 2020 – Slait & Young Miles feat. Jack the Smoker, Sir Prodige e Dani Faiv – Bloody Bars - Locked (da Bloody Vinyl 3)
- 2021 – Mace feat. Izi, Jake La Furia & Jack the Smoker – Dio non è sordo (da OBE)
- 2021 – Don Joe feat. Silent Bob & Jack the Smoker – Prima o poi (da Milano soprano)
- 2024 – Drimer feat. Jack the Smoker & Giovane Feddini – Nati per Questo (da Scrivo Ancora 3)

## Produzioni
- 2004 – Bassi Maestro - L'ultimo testimone
- 2004 – Bassi Maestro - Figli di puttana
- 2004 – Bat - Riprendiamoci tutto
- 2004 – Duin Duein - Chico de la sanga EP
- 2004 – Reiser - 2004 EP
- 2004 – Snake One - Il dittatore dello stato libero di...
- 2004 – Zampa - Lupo solitario
- 2005 – Ape - Generazione di sconvolti
- 2005 – Darkeemo - Macchie d'inchiostro
- 2005 – Jap - Occhi di ghiaccio
- 2005 – Kayl - Luther Blisset
- 2005 – MDT, Jack the Smoker - Operazione S.P.U.M.A.N.T.I.
- 2005 – Nippon il Vandalo - Kamikaze
- 2006 – Palla & Lana - Applausi
- 2006 – Zampa & Jack the Smoker - Il suono per resistere
- 2007 – Zampa+Stan+Budo - V.c. Superstars (mixtape)
- 2007 – Microphones Killarz - No Sense
- 2008 – Killa Cali - Amore per il gioco vol. 2 (mixtape)
- 2009 – Emis Killa - Keta Music
- 2009 – Capstan - Lo strano viaggio
- 2009 – Blue Virus - Cambio registro
- 2010 – Emis Killa - Champagne e spine
- 2010 – Asher Kuno - HallWeedWood Stories
- 2011 – Nex Cassel - Tristemente noto 2
- 2012 – Asher Kuno - HallWeedWood Stories vol. 2
- 2012 – Diacca - Empatia
- 2012 – Fadamat - Distruzione
- 2012 – Bat One - Tale e quale
- 2013 – Nex Cassel - Tristemente noto 3
- 2013 – E-Green - Il cuore e la fame
- 2014 – Bat One - 31 sul campo Mixtape
- 2015 – Kill Mauri - Paranoid Mixtape
- 2015 – Asher Kuno - Spregiudicato
- 2016 – Zampa - Il rischiamo della foresta
- 2016 – BYG - Best You Got
- 2016 – Jap - Hate & Love
- 2017 – Dani Faiv - The Waiter
- 2017 – Jangy Leeon - L'era della bestia
- 2017 – Pepito Rella - Masquereal
- 2019 – Dani Faiv - Fruit Joint + Gusto